# Guy Stewart Callendar
Guy Stewart Callendar (Inglaterra, fevereiro de 1898 — Londres, outubro de 1964) foi um engenheiro e inventor inglês. Era filho de Hugh Longbourne Callendar.
Sua principal contribuição ao conhecimento geral foi pela proposição da teoria que conecta o aumento da concentração de dióxido de carbono na atmosfera com a temperatura global. Isto tornou-se conhecido como efeito Callendar. Callendar no entanto pensava que isto poderia ser benéfico, retardando o "retorno da era do gelo".
Callendar expandiu o trabalho de diversos cientistas do século 19, incluindo Svante Arrhenius e Nils Gustaf Ekholm. Callendar publicou 10 artigos de grande relevância científica, e outros 25 mais curtos, entre 1938 e 1964, sobre aquecimento global, radiação infravermelha e dióxido de carbono antropogênico.